# Malus sieboldii
Malus sieboldii är en rosväxtart som först beskrevs av Eduard August von Regel, och fick sitt nu gällande namn av Alfred Rehder. Malus sieboldii ingår i släktet aplar, och familjen rosväxter. Utöver nominatformen finns också underarten M. s. sieboldii.

## Bildgalleri

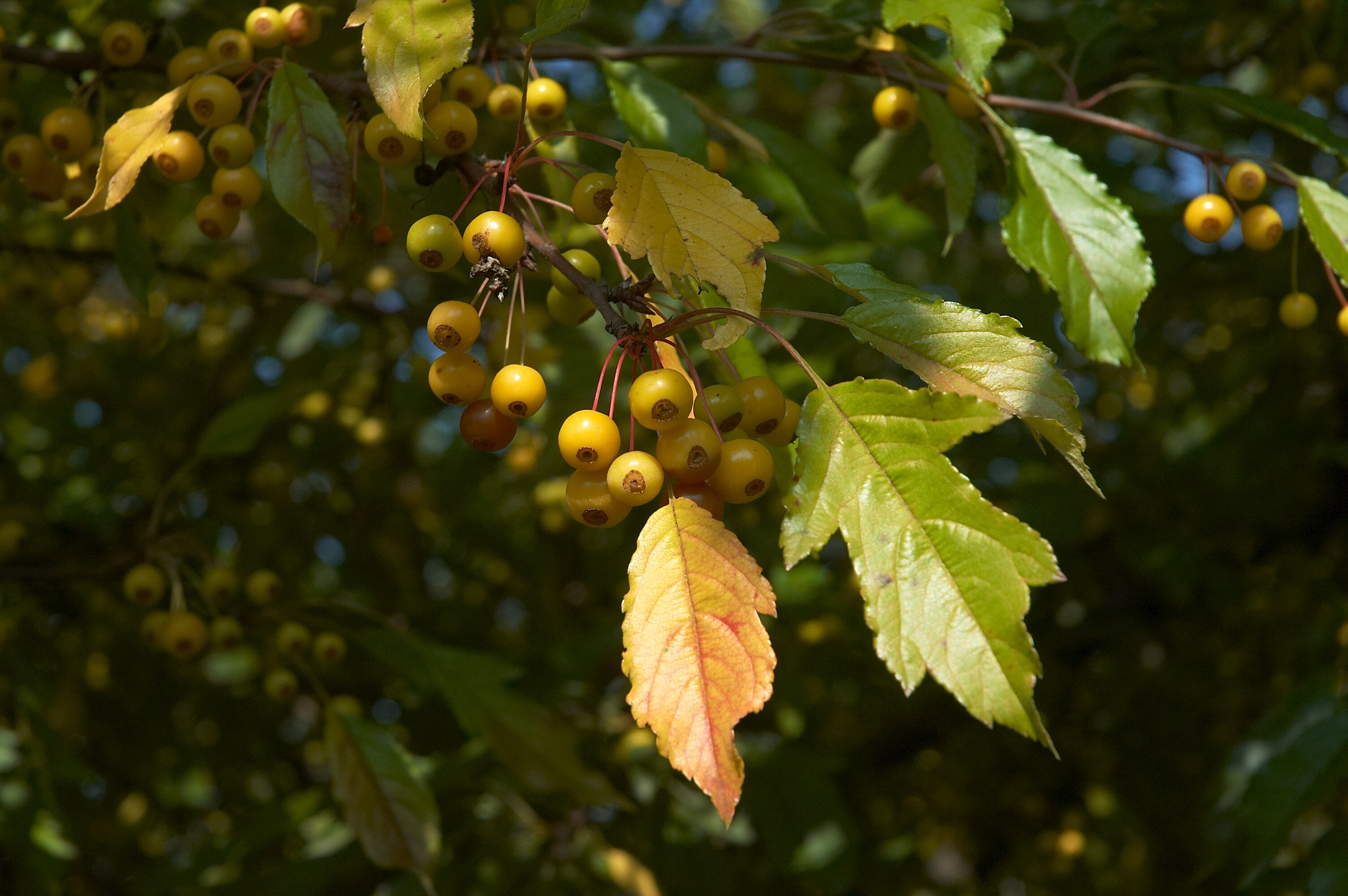
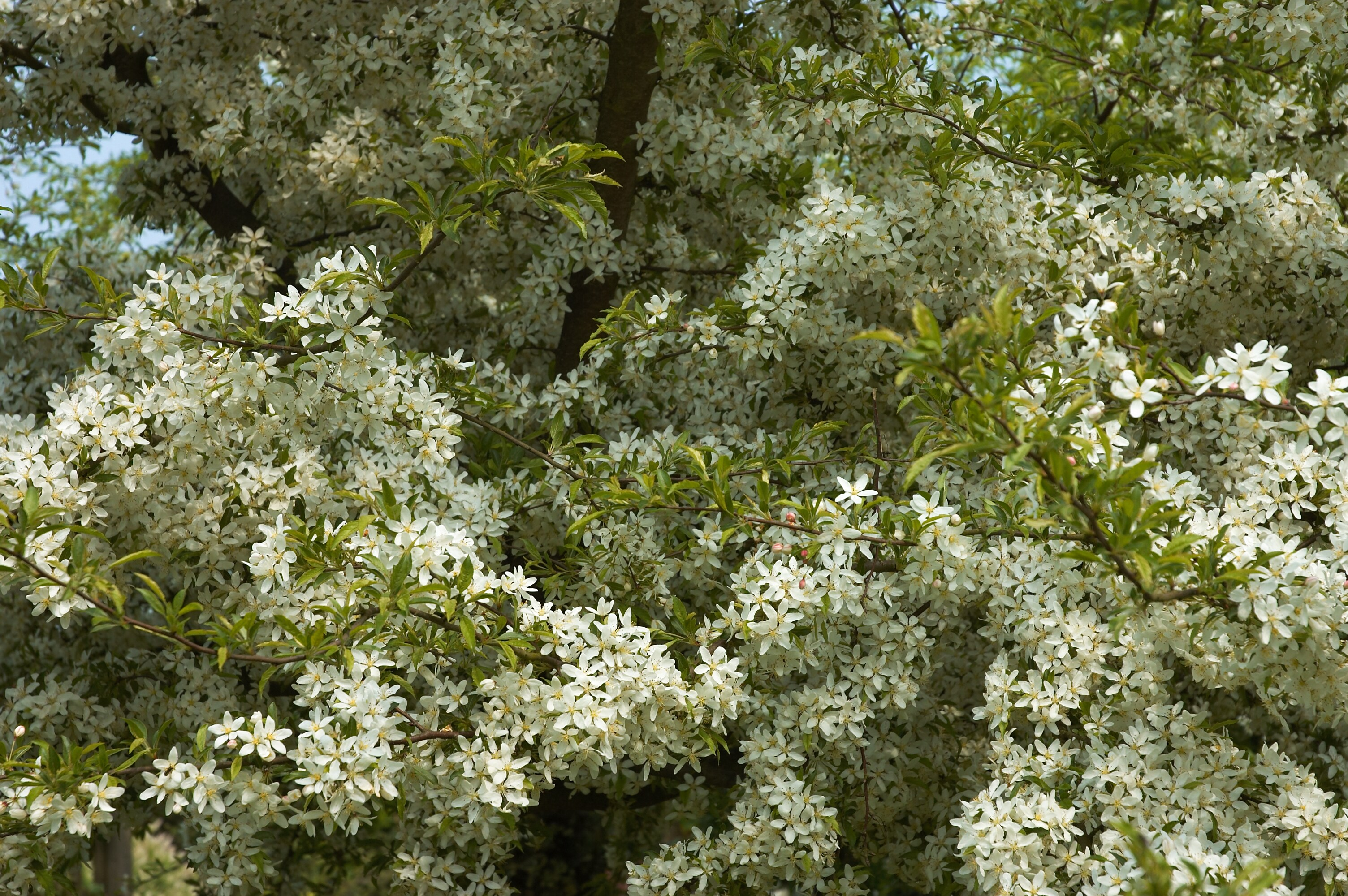
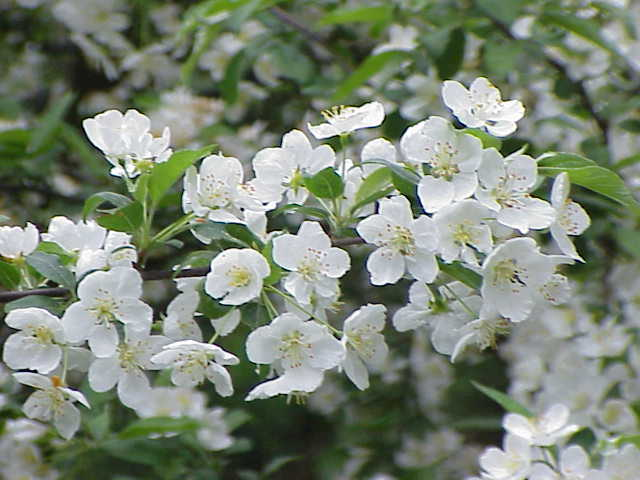
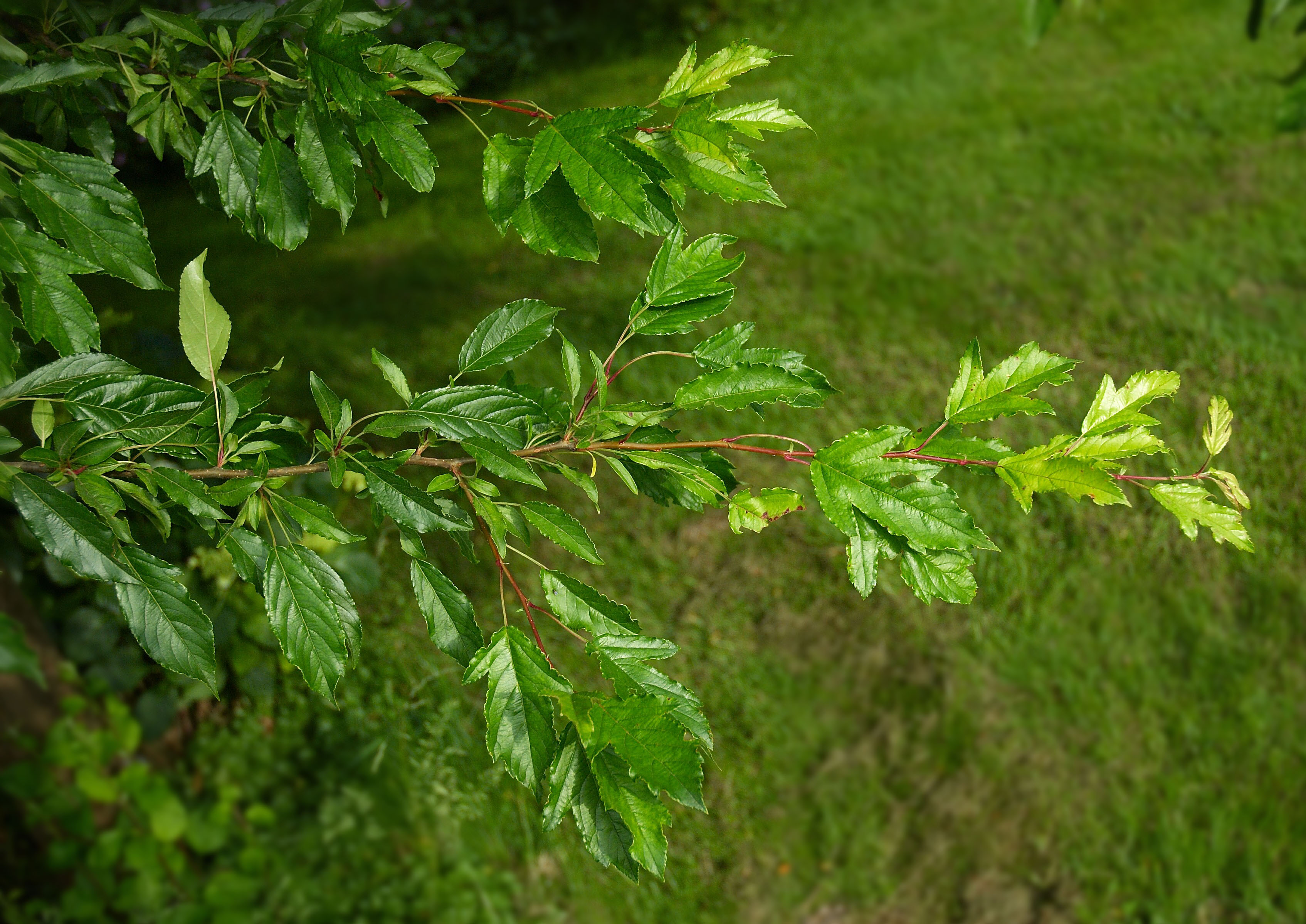
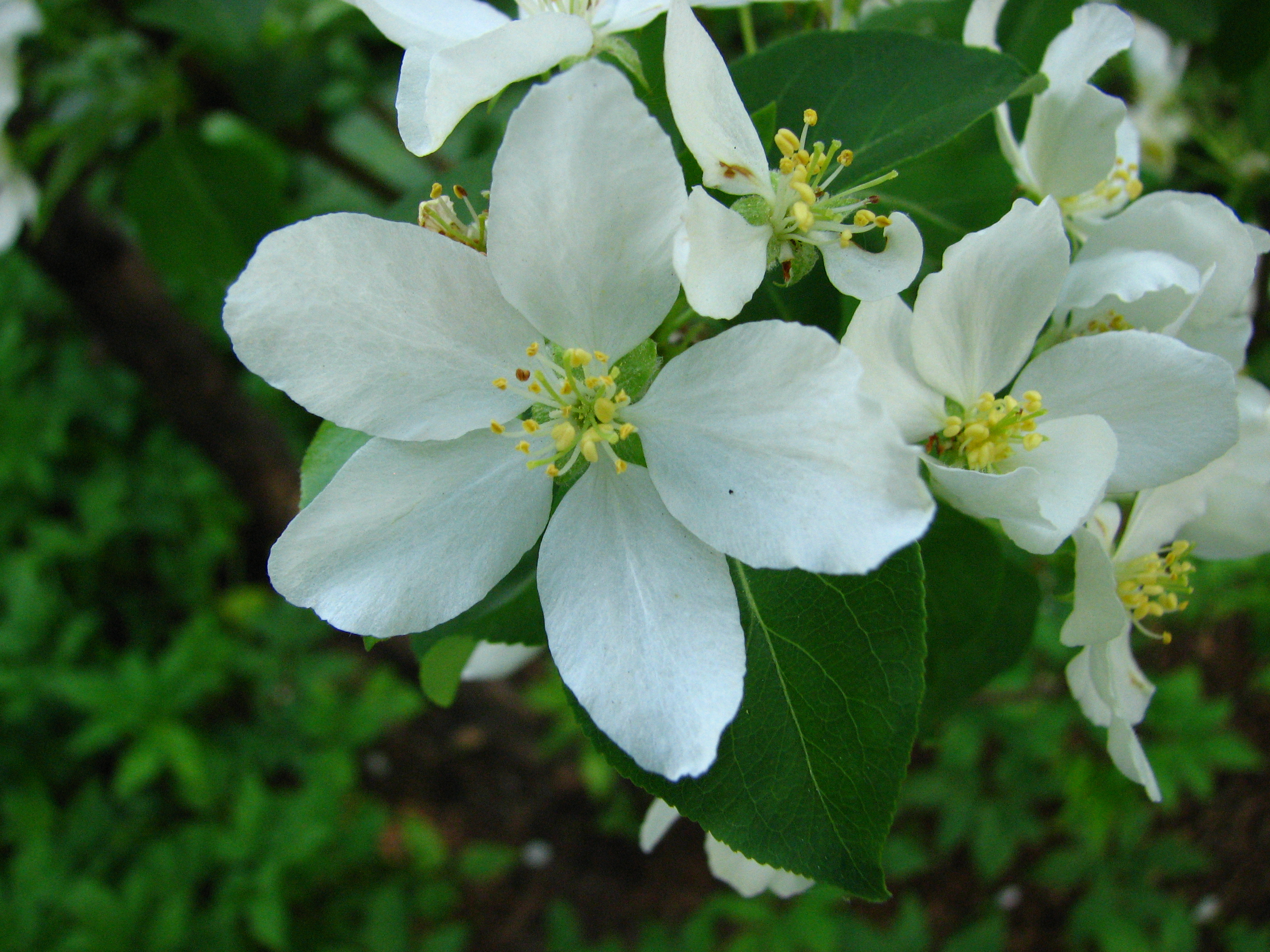
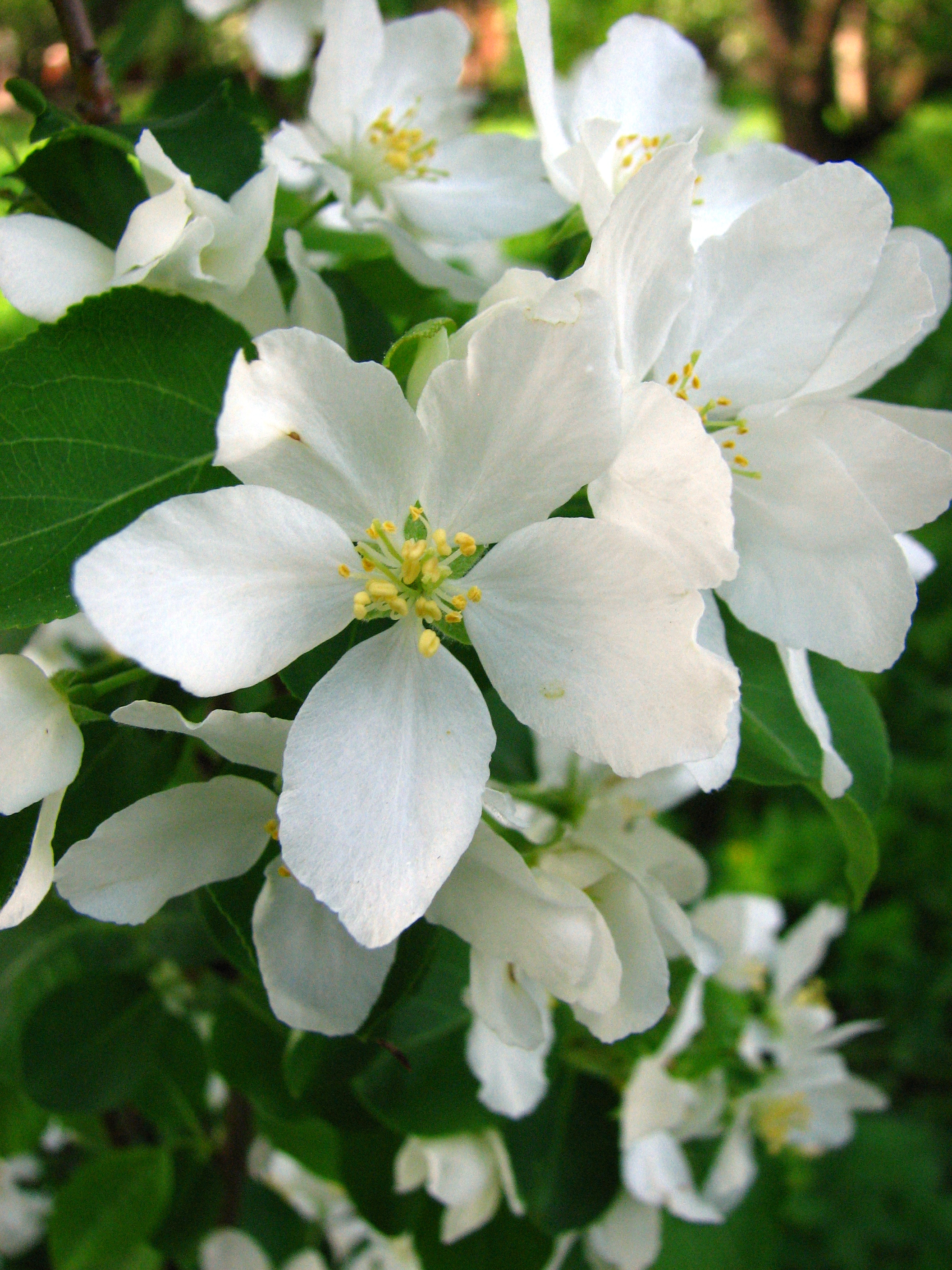